# Jan Klaassens
Jan Klaassens (4. září 1931, Venlo, Nizozemsko – 12. února 1983) byl nizozemský fotbalista, který hrával na pozici záložníka.

## Klubová kariéra
S klubem VVV-Venlo triumfoval v sezóně 1958/59 v nizozemském poháru, kde vstřelil ve finále jeden gól proti ADO Den Haag. Venlo zvítězilo 4:1.
Úspěšné období zažil ale i v dresu nizozemského Feyenoordu, kam v roce 1959 odešel a s nímž vyhrál dvakrát titul v Eredivisie.

## Reprezentační kariéra

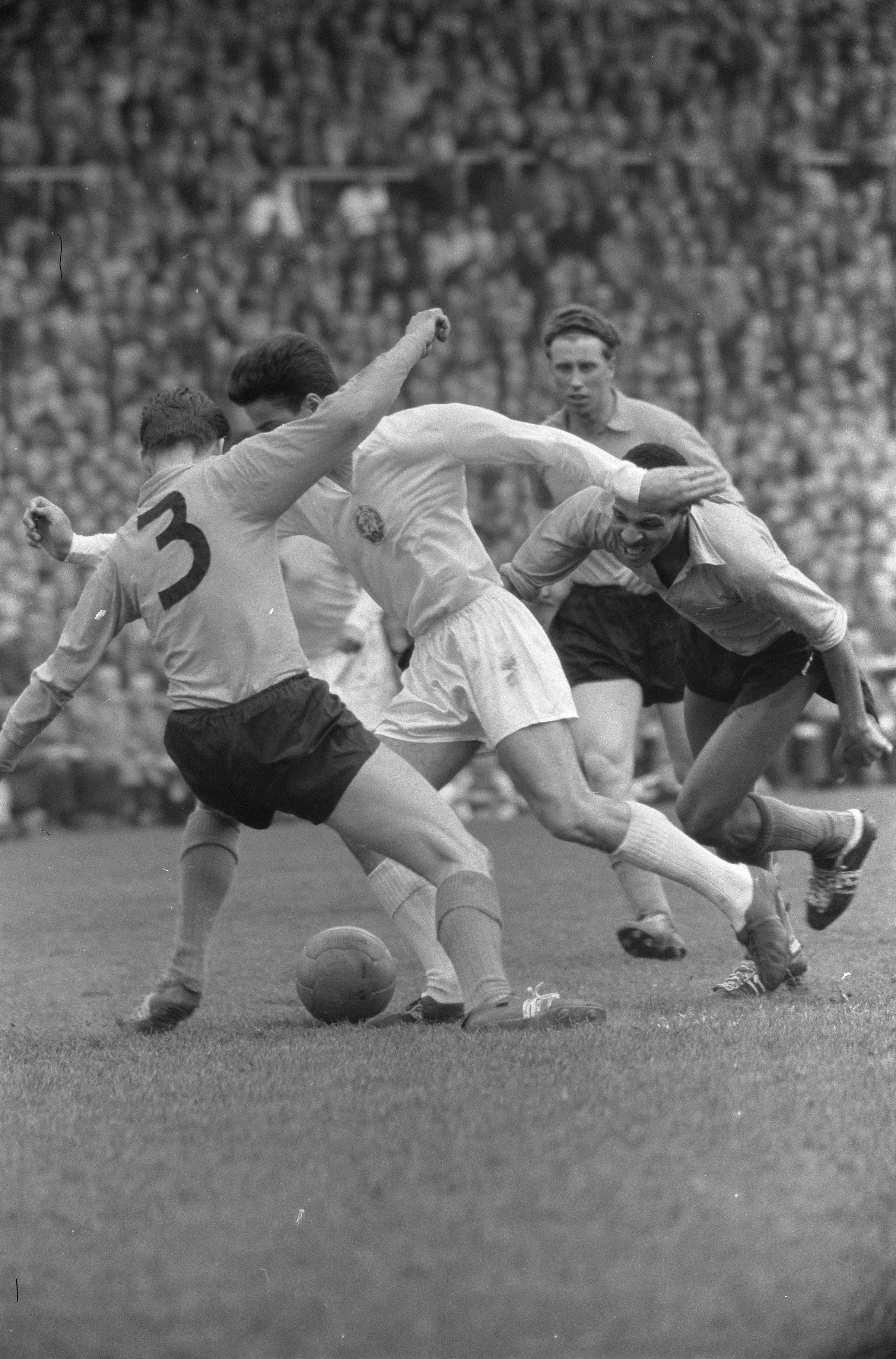
Utkání Nizozemsko–Bulharsko 3. dubna 1960 (4:2), v němž Klaassens nastoupil.

V letech 1953–1963 nastupoval za nizozemskou fotbalovou reprezentaci. Svůj reprezentační debut absolvoval 7. března 1953 v přátelském utkání proti B-týmu Dánska, Nizozemsko prohrálo 1:2.
Nezúčastnil se žádných vrcholových fotbalových turnajů, hrál pouze kvalifikační utkání. Celkem odehrál v nizozemské reprezentaci 57 zápasů a vstřelil v nich 1 branku.
Góly Franse Geurtsena za A-tým Nizozemska
| Gól | Datum       | Stadion                                   | Soupeř | Skóre | Výsledek | Soutěž          |
| --- | ----------- | ----------------------------------------- | ------ | ----- | -------- | --------------- |
| 010 | 4. 10. 1959 | Olympijský stadion, Amsterdam, Nizozemsko | Belgie | 8:0   | 9:1      | Přátelský zápas |